# 検査特性曲線
検査特性曲線(OC曲線、Operating Characteristic curve)とは、製品の抜き取り検査を行う際に、ロット中の不良品の割合（不良率、不適合率）とロット合格率の関係を表したグラフである。
抜き取り検査の条件を設計する際などに利用される。

## 概要
抜き取り検査では、ロットから決められた数のサンプルを抽出、検査し、その不良率が基準を満たせばそのロットは合格とする方法がある。全品検査では真の不良率が求まるが、抜き取り検査はその都度不良率がばらつく（例えば、たまたま不良品ばかりを抜き取ったケースやその逆）ため、検査合格率もばらつく。
これを言い換えれば、抜き取り検査では合格すべきロットを不合格と判定してしまう事があるという事である。この確率を生産者危険と呼ぶ。逆に、本当はロットの不良率が基準値越えであるにもかかわらず、合格にしてしまう確率を消費者危険と呼ぶ。
所望の生産者および消費者危険を達成するために、どのような検査条件が適切かOC曲線から見積もる事ができる。OC曲線は検査条件（ロットの大きさ、サンプル数、合否判定個数、真の不良率）から、合格率をプロットしたものである。

## 計算方法
母集団：ロットの大きさNから、任意にn個の製品を抜き取り、不良品が何個現れるか、という二項分布の問題である。縦軸に合格率を、横軸に検査結果から求まる不良率を取る。不良率が低ければ合格率は高まるため、グラフは左上から右下へ緩やかなカーブを描く。
ここで抜取検査の結果、不良率がpだったとする。pが基準値p0より低い場合に合格、p1を超えた時に不合格とする。この時、OC曲線でx軸p0におけるy軸の値をP0とした時、生産者危険は1-P0となる。同様にx軸p1におけるy軸の値,P1が消費者危険となる。
抜き取り数nを上げた場合、OC曲線はなだらかな曲線からステップ状に変化する。これは消費者危険、生産者危険の両方の確率を下げられる、すなわちより確度の高い検査が行えるという事を意味している。